# Kroniek van het Atlantisch orkaanseizoen 2011
Dit artikel geeft een tijdsoverzicht van het Atlantisch orkaanseizoen van 2011 dat in dat jaar op de Atlantische Oceaan geweest is in en bij de Golf van Mexico.

## Kroniek van het seizoen 2011
Alle tijden staan aangegeven in UTC, een tijd die nagenoeg gelijk is aan het bekendere Greenwich Mean Time, daardoor kan de datum in sommige gevallen door het tijdsverschil verschillen met de plaatselijke datum.

### Juni
1 juni

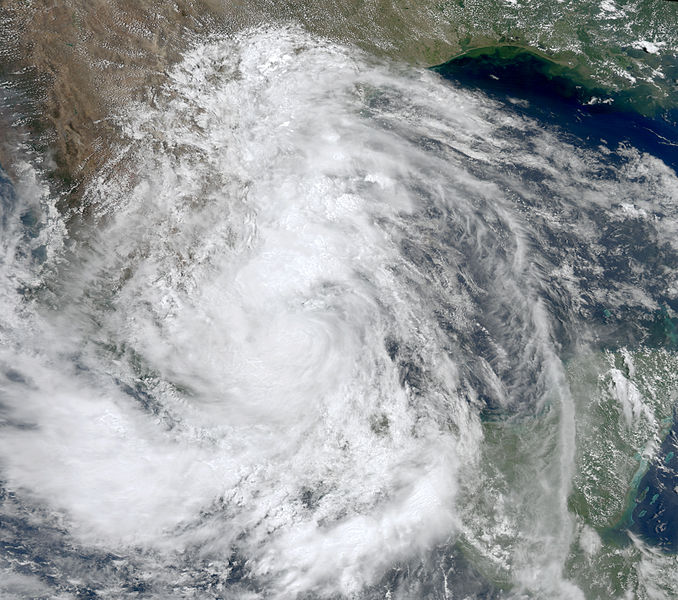
Arlene gaat aan land vlak bij Cabo Rojo, Veracruz.

- Officieel begin van het Atlantisch orkaanseizoen 2011.[1]

29 juni
- 0000 UTC Tropische storm Arlene, de eerste storm van het seizoen, ontstaat 450 km ten zuidzuidoosten van Tampico in Mexico[2]

30 juni
- 0900 UTC Tropical Storm Arlene gaat aan land vlak bij Cabo Rojo, Veracruz met windsnelheden van 65 mp/h (100 km/u).[3]

### Juli
1 juli
- 0000 UTC Tropische storm Arlene verzwakt tot een tropische depressie.[4]
- 0300 UTC Tropische depressie Arlene verdwijnt boven Mexico.[5]

17 juli
- 2100 UTC Tropische depressie Two ontstaat ongeveer 165 km ten noordwesten van Great Abaco Island.[6]

18 juli
- 0000 UTC Tropische depressie Two sterkt aan tot tropische storm Bret.[7]

20 juli

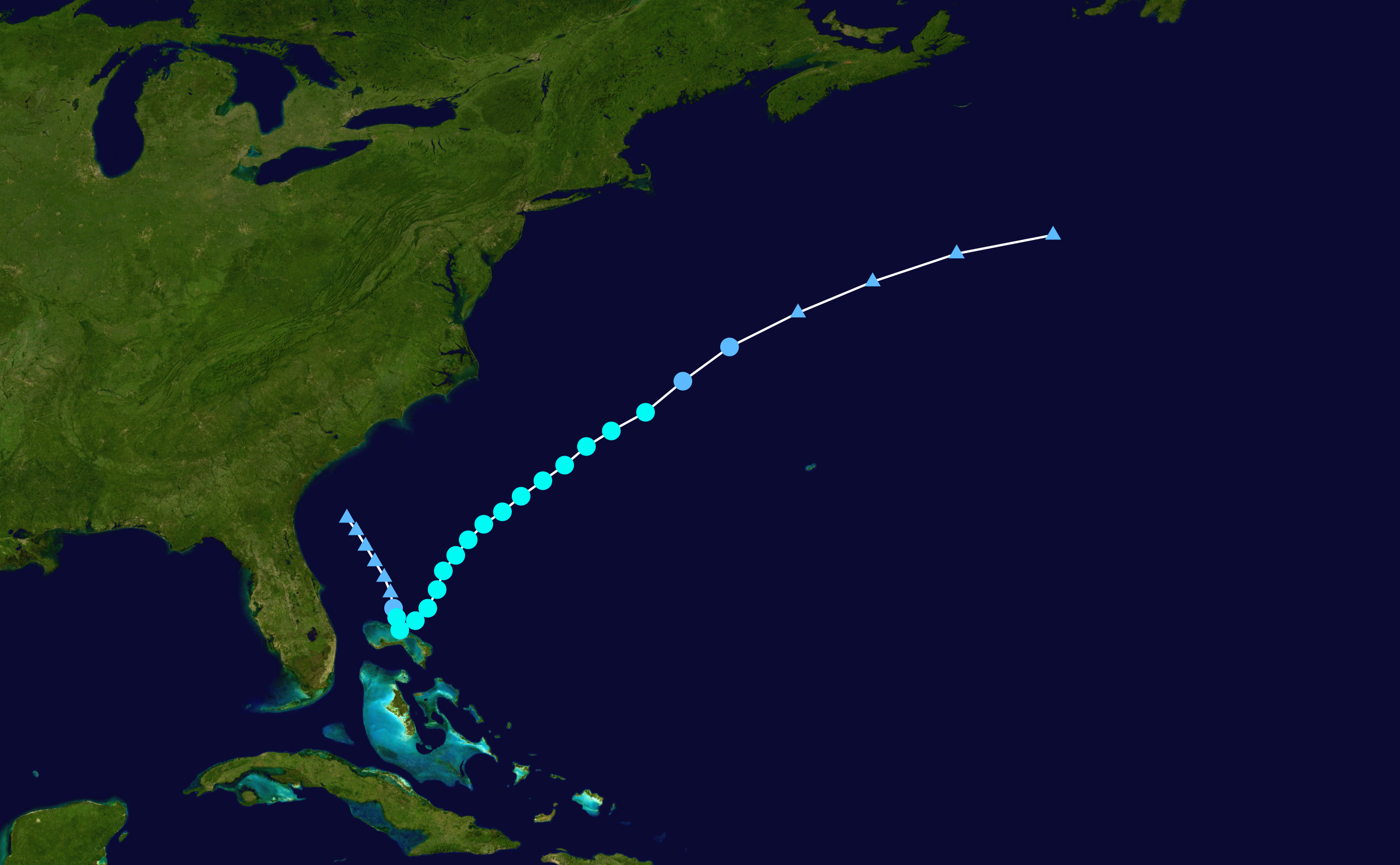
Route van tropische storm Bret.

- 0600 UTC Tropische depressie Three ontstaat 491 km ten oosten van Bermuda.[8]
- 1200 UTC Tropische depressie Three sterkt aan tot Tropische storm Cindy.[8]

21 juli
- 1800 UTC Tropische storm Cindy bereikt haar hoogtepunt met windsnelheden van 70 mp/h (110 km/u) en een druk van 994 mbar.[8]

22 juli
- 0300 UTC Tropische storm Bret verzwakt tot een tropische depressie.[9]
- 1500 UTC Tropische depressie Bret degradeert tot een lagedrukgebied.[10]

23 juli
- 0000 UTC Tropische storm Cindy degradeert tot een lagedrukgebied.[8]

27 juli
- 2100 UTC Tropische storm Don ontstaat ongeveer 160 km ten noordoosten van Cancún in Mexico.[11]

30 juli
- 0300 UTC Tropische storm Don gaat aan land bij Padre Island in Texas en verzwakt tot een tropische depressie.[12]
- 0900 UTC Tropische depressie Don degradeert tot een lagedrukgebied boven Texas.[13]

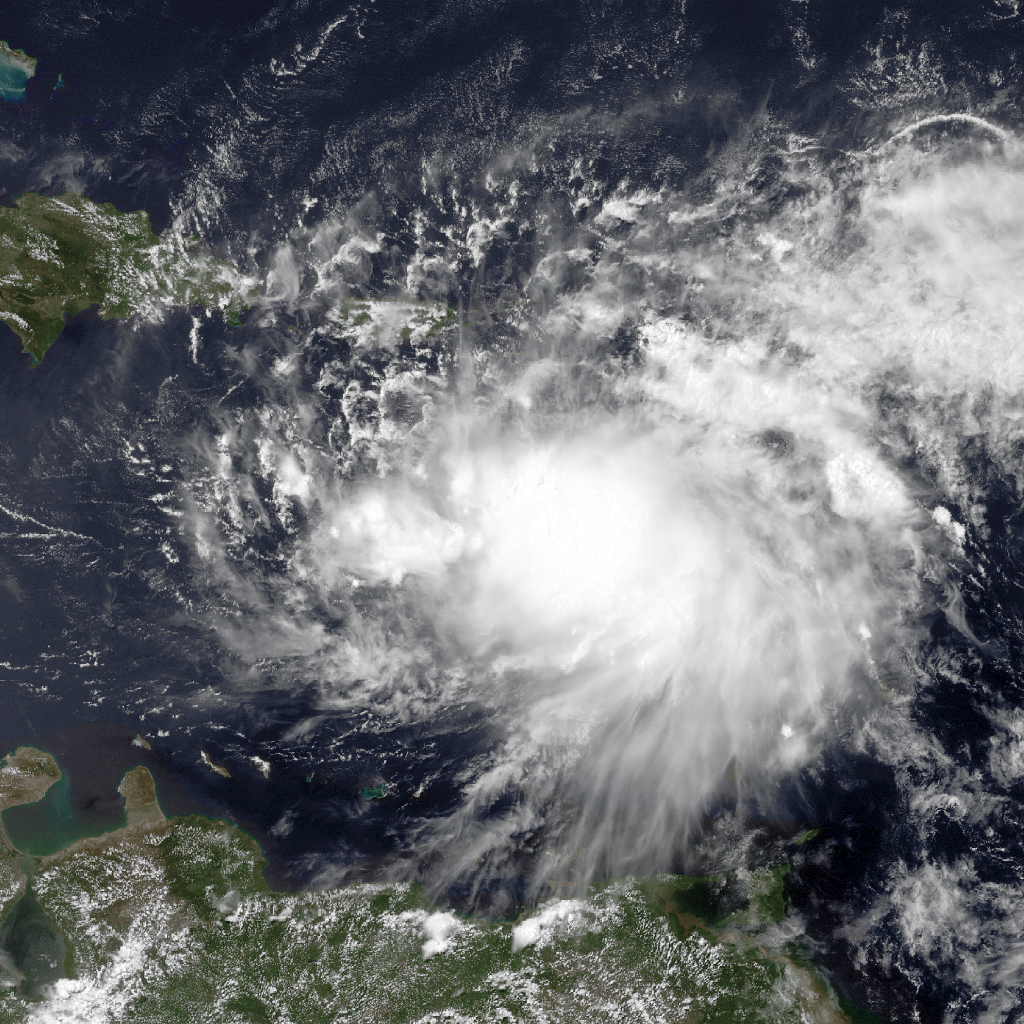
Emily vlak bij Bovenwindse Eilanden op 2 augustus.

### Augustus
1 augustus
- 2330 UTC Tropische storm Emily ontstaat ongeveer 85 km ten westzuidwesten van Dominica.[14]

4 augustus
- 2100 UTC Tropische storm Emily verzwakt tot een lagedrukgebied.[15]

6 augustus
- 2100 UTC Tropische depressie Emily sterkt aan op ongeveer 115 km ten westnoordwesten van Great Abaco Island.[16]

7 augustus
- 2100 UTC Tropische depressie Emily verdwijnt.[17]

12 augustus
- 2100 UTC Tropische depressie Six ontstaat ongeveer 420 km ten noorden van Bermuda.[18]

13 augustus
- 0900 UTC Tropische depressie Six sterkt aan tropische storm Franklin.[19]

14 augustus

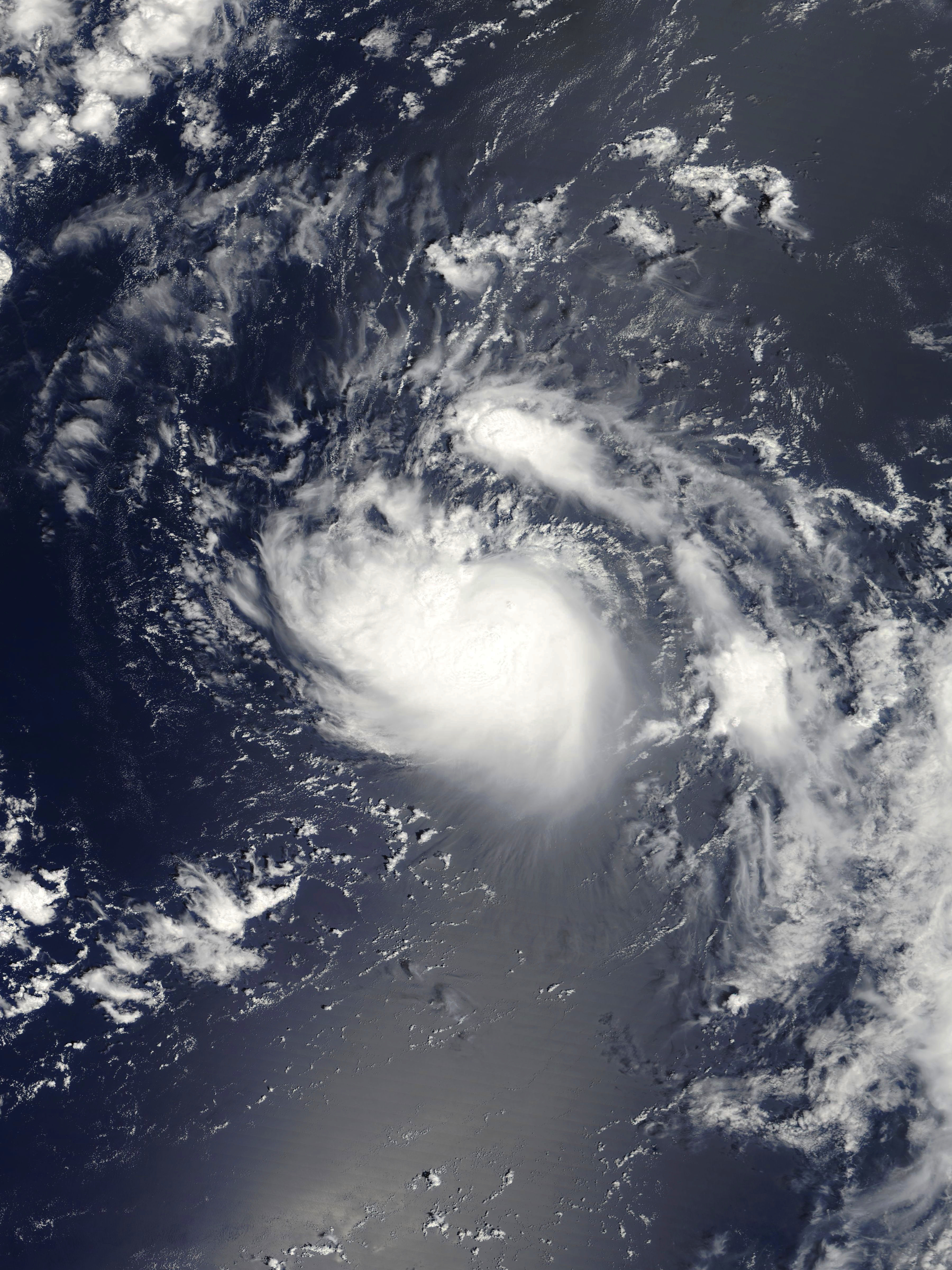
Tropische storm Gert op de Atlantische Oceaan.

- 0300 UTC Tropische storm Franklin verzwakt tot een extratropisch lagedrukgebied[20]

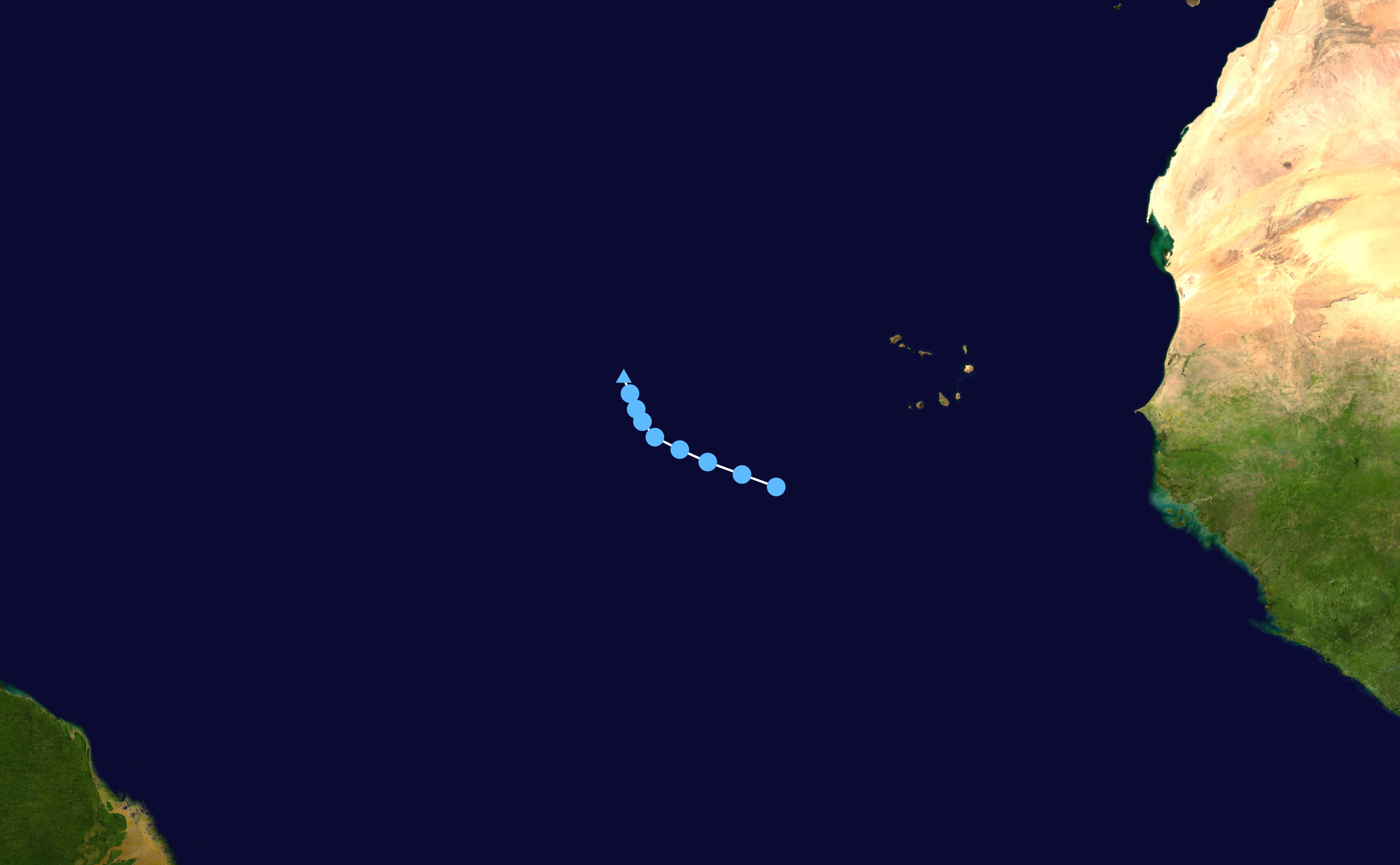
Route van tropische depressie Ten.

- 0300 UTC Tropische depressie Seven ontstaat ongeveer 580 km ten zuidzuidoosten van Bermuda.[21]
- 1800 UTC Tropische depressie Seven sterkt aan tropische storm Gert.[22]

16 augustus
- 2100 UTC Tropische storm Gert verzwakt tot een extratropisch lagedrukgebied.[23]

19 augustus
- 0300 UTC Tropische depressie Eight ontstaat ongeveer 125 km ten oostnoordoosten van Kaap Gracias a Dios in Honduras.[24]
- 1800 UTC Tropische depressie Eight sterkt aan tropische storm Harvey.[25]

20 augustus
- 1800 UTC Tropische storm Harvey komt aan land boven Dangriga in Belize.[26]
- 2300 UTC Tropische storm Irene ontstaat ongeveer 305 km ten oosten van Dominica.[27]

21 augustus

Irene kort nadat ze een orkaan werd.

- 0600 UTC Tropische storm Harvey verzwakt tot een tropische depressie.[28]

22 augustus
- 0530 UTC Tropische storm Irene komt aan land boven Punta Santiago in Puerto Rico.[29]
- 0900 UTC Tropische storm Irene sterkt aan tot een Categorie 1 orkaan.[30]
- 1500 UTC Tropische depressie Harvey verdwijnt.[31]

23 augustus
- 0000 UTC Orkaan Irene sterkt aan Categorie 2 orkaan.[32]
- 2100 UTC Orkaan Irene verzwakt tot een Categorie 1 orkaan.[33]

24 augustus
- 0600 UTC Orkaan Irene sterkt opnieuw aan tot een Categorie 2 orkaan.[34]
- 1200 UTC Orkaan Irene sterkt aan Categorie 3 orkaan.[35]

25 augustus
- 0900 UTC Tropische depressie Ten ontstaat ongeveer 700 km ten westzuidwesten van meest zuidgelegen Kaapverdische Eilanden.[36]

26 augustus
- 0900 UTC Orkaan Irene verzwakt tot een Categorie 2 orkaan.[37]

27 augustus
- 0300 UTC Tropische depressie Ten verdwijnt 1040 km ten westen van meest zuidgelegen Kaapverdische Eilanden.[38]
- 0700 UTC Orkaan Irene verzwakt tot een Categorie 1 orkaan.[39]
- 1130 UTC Orkaan Irene komt voor de eerste keer aan land in de Verenigde Staten vlak bij Cape Lookout, North Carolina met windsnelheden van 85 mp/h (140 km/u).[40]

28 augustus
- 0935 UTC Orkaan Irene komt aan land vlak bij Little Egg Harbor Inlet in New Jersey met windsnelheden van 75 mp/h (120 km/u).[41]
- 1200 UTC Tropische storm Jose ontstaat ongeveer 185 km ten zuidzuidwesten van Bermuda.[42]
- 0300 UTC Tropische storm Irene wordt een extratropische storm.[43]

29 augustus
- 0500 UTC Tropische depressie Twelve ontstaat ongeveer 635 km ten zuidzuidwesten van Kaapverdië.[44]
- 1700 UTC Tropische storm Jose verdwijnt.[45]

30 augustus
- 0600 UTC Tropische depressie Twelve sterkt aan tot tropische storm Katia.[46]

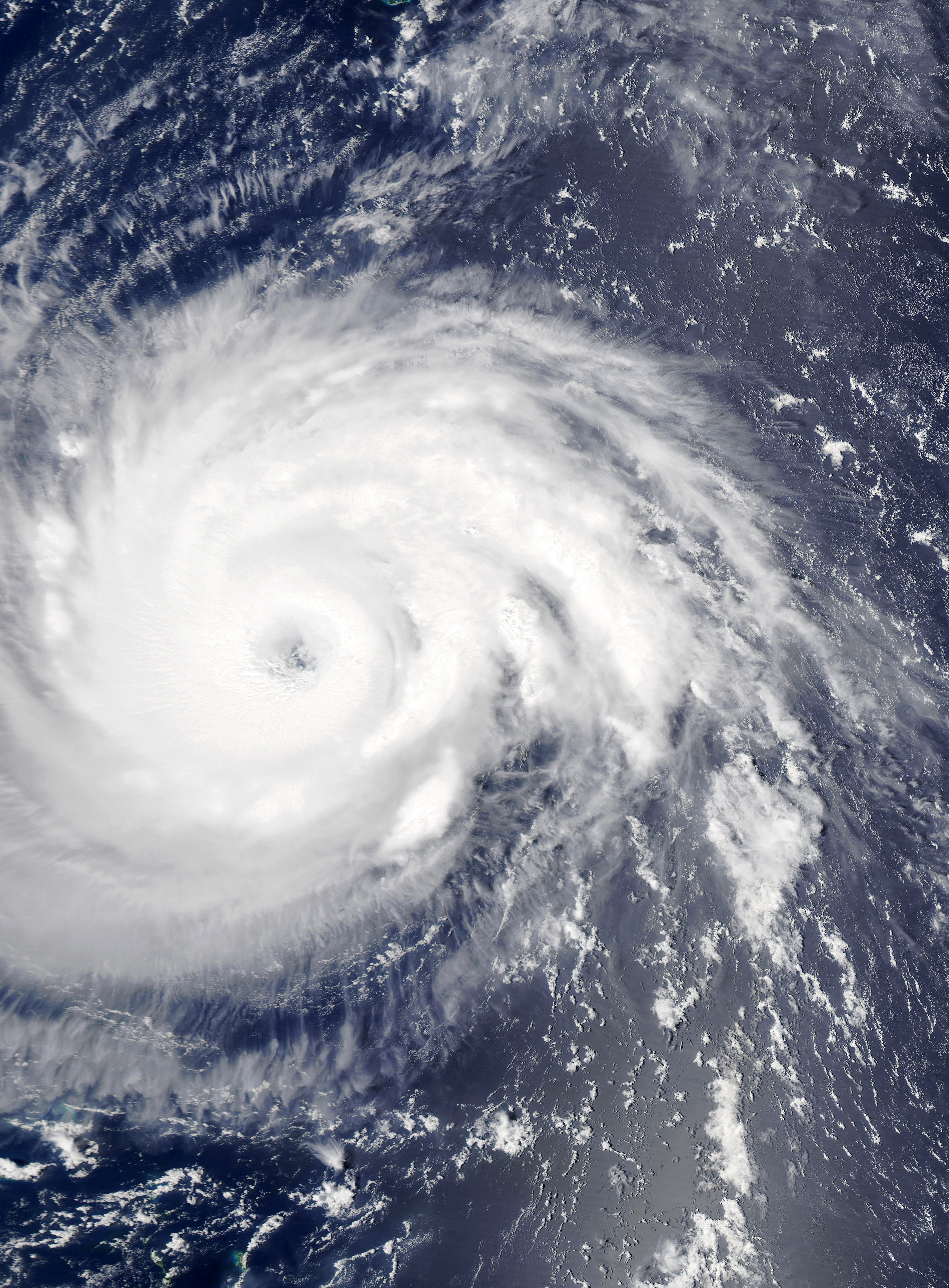
Orkaan Katia als een større orkan.

### September
1 september

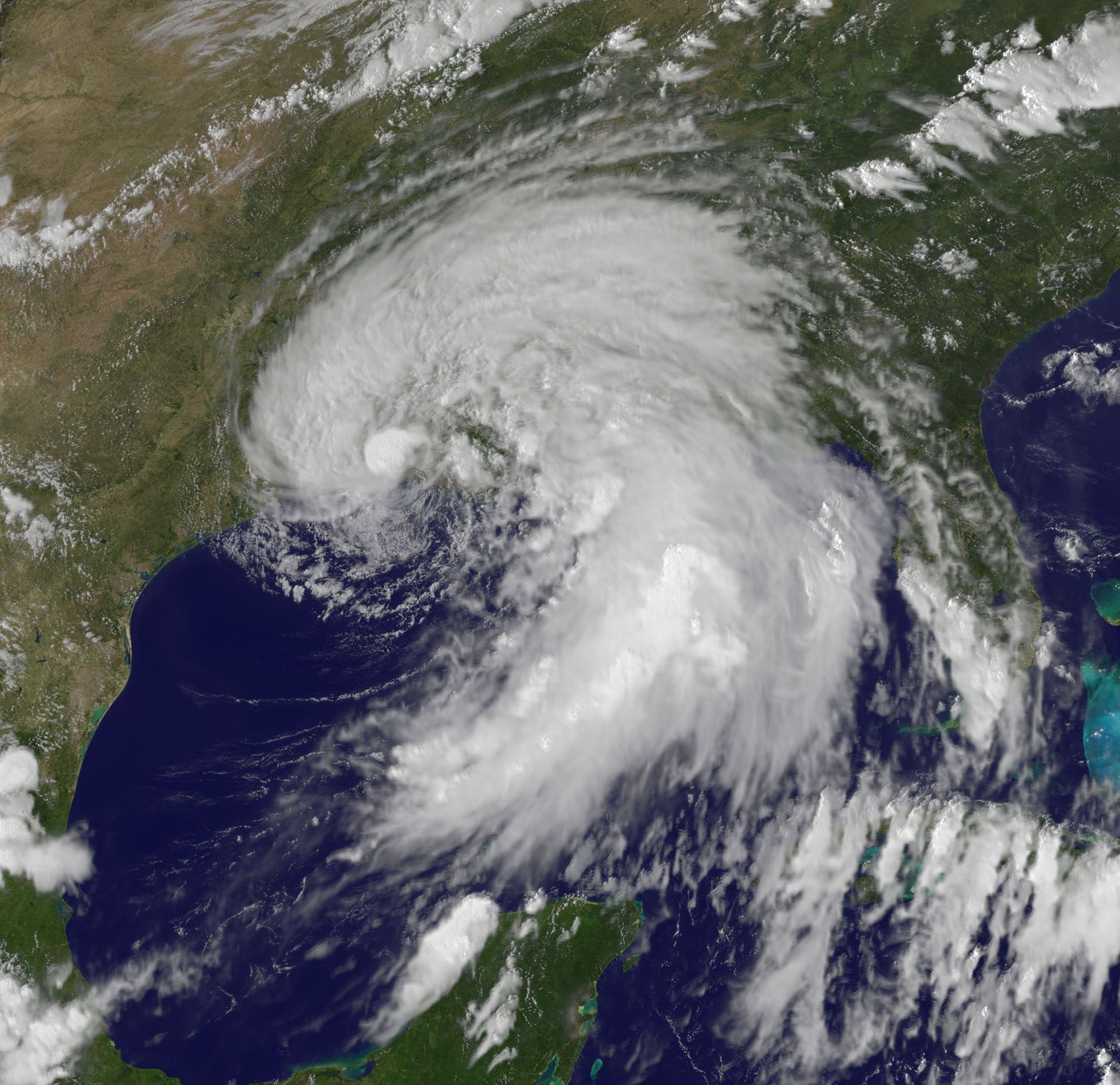
Tropische storm Lee komt bijna aan land

- 0300 UTC Tropische storm Katia sterkt aan tot een Categorie 1 orkaan.[47]
- 2100 UTC Orkaan Katia verzwakt tot een tropische storm.[48]

2 september
- 0000 UTC Tropische depressie Thirteen ontstaat ongeveer 362 km ten zuidwesten van de monding van de Mississippi.[49]
- 1500 UTC Tropische storm Katia sterkt opnieuw aan tot een Categorie 1 orkaan.[50]
- 1800 UTC Tropische depressie sterkt aan tot tropische storm Lee.[51]

3 september
- 2100 UTC Orkaan Katia verzwakt tot een tropische storm.[52]

4 september
- 0900 UTC Tropische storm Lee komt aan land ten zuidwesten van Intracoastal City in Louisiana met windsnelheden van 45 mp/h (75 km/u).[53]
- 1100 UTC Tropische storm Katia sterkt opnieuw aan tot een Categorie 1 orkaan.[54]
- 1500 UTC Orkaan Katia sterkt aan tot een Categorie 2 orkaan.[55]

5 september
- 0300 UTC Tropische storm Lee zwakt af tot een tropische depressie.[56]
- 0900 UTC Tropische depressie Lee wordt een extratropische cycloon waar het zich samenvoegde met een frontale zone welke was gelegen boven Louisiana.[57]
- 2100 UTC Orkaan Katia sterkt aan tot een Categorie 3 orkaan.[58]

6 september
- 0300 UTC Orkaan Katia sterkt aan tot een Categorie 4 orkaan.[59]
- 0900 UTC Orkaan Katia verzwakt tot een Categorie 3 orkaan.
- 2100 UTC Orkaan Katia verzwakt tot een Categorie 2 orkaan.
- 2100 UTC Tropische depressie Fourteen ontstaat ongeveer 1480 km ten westzuidwesten van de Kaapverdische Eilanden.[60]

7 september
- 0900 UTC Orkaan Katia verzwakt tot een Categorie 1 orkaan.[61]
- 1500 UTC Tropische depressie Fourteen sterkt aan tot een tropische storm Maria.[62]

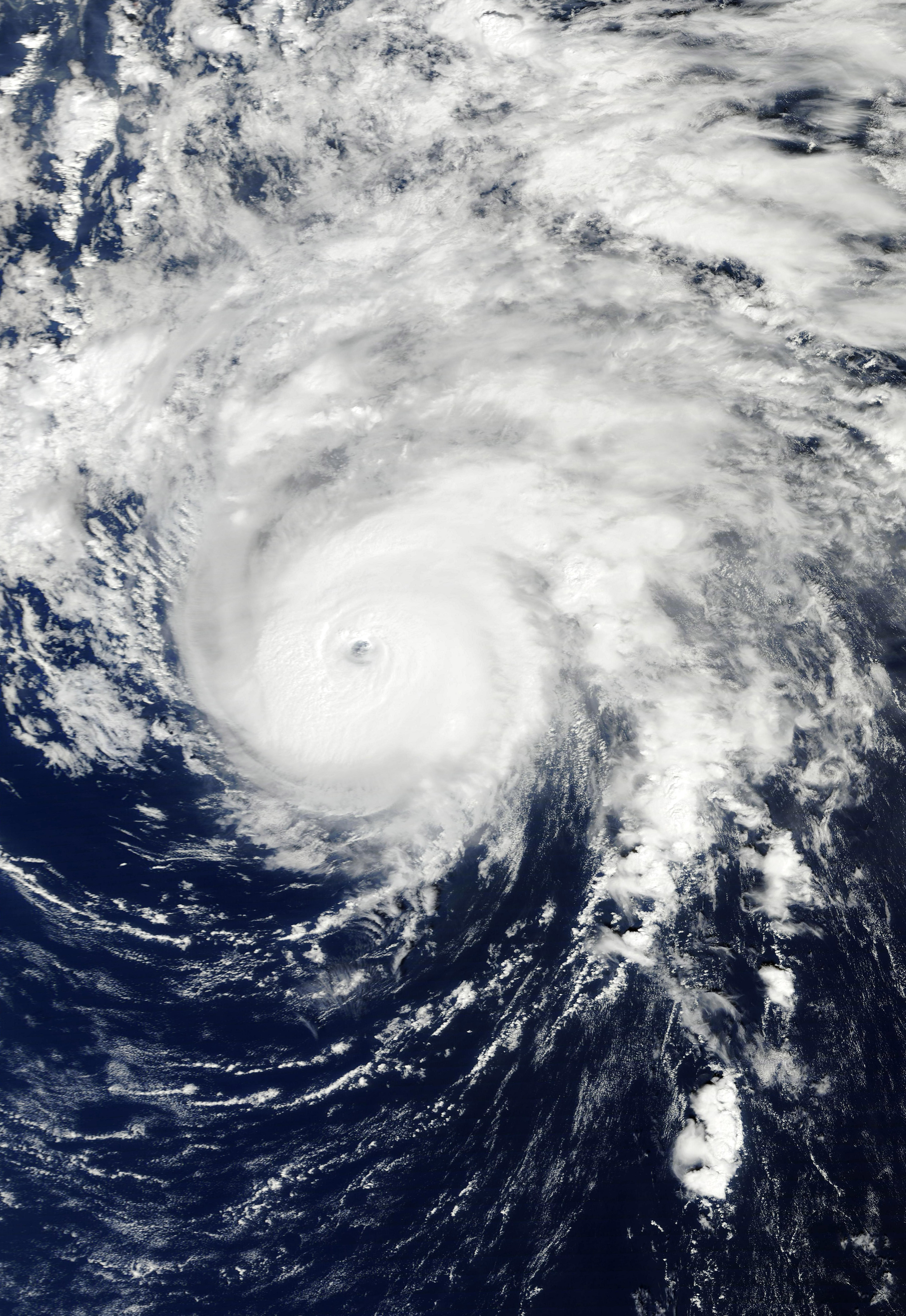
Orkaan Ophelia als een majeure orkaan.

- 2100 UTC Tropische storm Nate ontstaat ongeveer 200 km ten westen van Campeche in Mexico.[63]

10 september

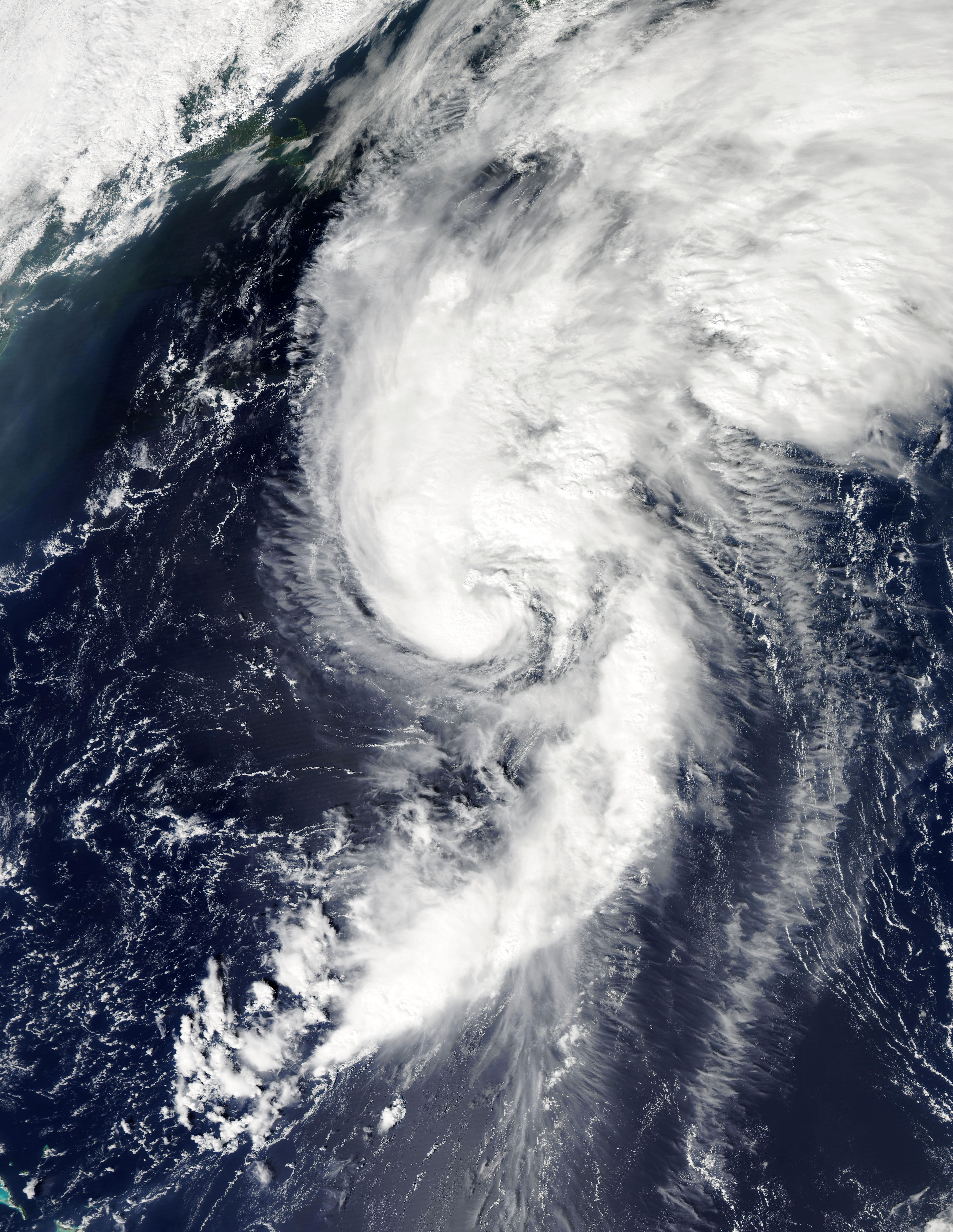
Maria op 15 september.

- 1500 UTC Orkaan Katia wordt posttropisch.[64]

11 september
- 2100 UTC Tropische storm Nate zwakte af tot een tropische depressie.[65]

12 september
- 0300 UTC Tropische depressie Nate verdwijnt.[66]

15 september
- 2100 UTC Tropische storm Maria sterkt aan tot een Categorie 1 orkaan.[67]

16 september
- 1830 UTC Orkaan Maria komt aan land vlak bij Cape Pine in Newfoundland met windsnelheden van 75 mp/h (120 km/u).[68]
- 2100 UTC Orkaan Maria wordt extratropisch.[69]

21 september
- 0300 UTC Tropische storm Ophelia ontstaat ongeveer 2555 km ten oostzuidoosten van de Bovenwindse Eilanden

24 september
- 0900 UTC Tropische depressie Seventeen ontstaat ongeveer 465 km ten zuiden van de meest zuidgelegen Kaapverdische Eilanden.[70]
- 2100 UTC Tropische depressie Seventeen sterkt aan tot tropische storm Phillippe.[71]

25 september
- 2100 UTC Tropische storm Ophelia verdwijnt als een lagedrukgebied.

27 september
- 2100 UTC Het restant van Ophelia sterkt aan tot een tropische depressie ongeveer 285 km ten oostzuidoosten van de noordelijke Bovenwindse Eilanden.[72]

28 september
- 1500 UTC Tropische depressie Ophelia sterkt aan tot een tropische storm.[73]

29 september
- 2100 UTC Tropische storm Ophelia sterkt aan tot een Categorie 1 orkaan.[74]

30 september
- 0900 UTC Orkaan Ophelia sterkt aan tot een Categorie 2 orkaan.[75]
- 1500 UTC Orkaan Ophelia sterkt aan tot een Categorie 3 orkaan.[76]

### Oktober
1 oktober
- 0000 UTC Orkaan Ophelia sterkt aan tot een Categorie 4 orkaan.[77]

2 oktober
- 0900 UTC Orkaan Ophelia verzwakt tot een Categorie 3 orkaan.[78]
- 1500 UTC Orkaan Ophelia verzwakt tot een Categorie 2 orkaan.[79]

3 oktober

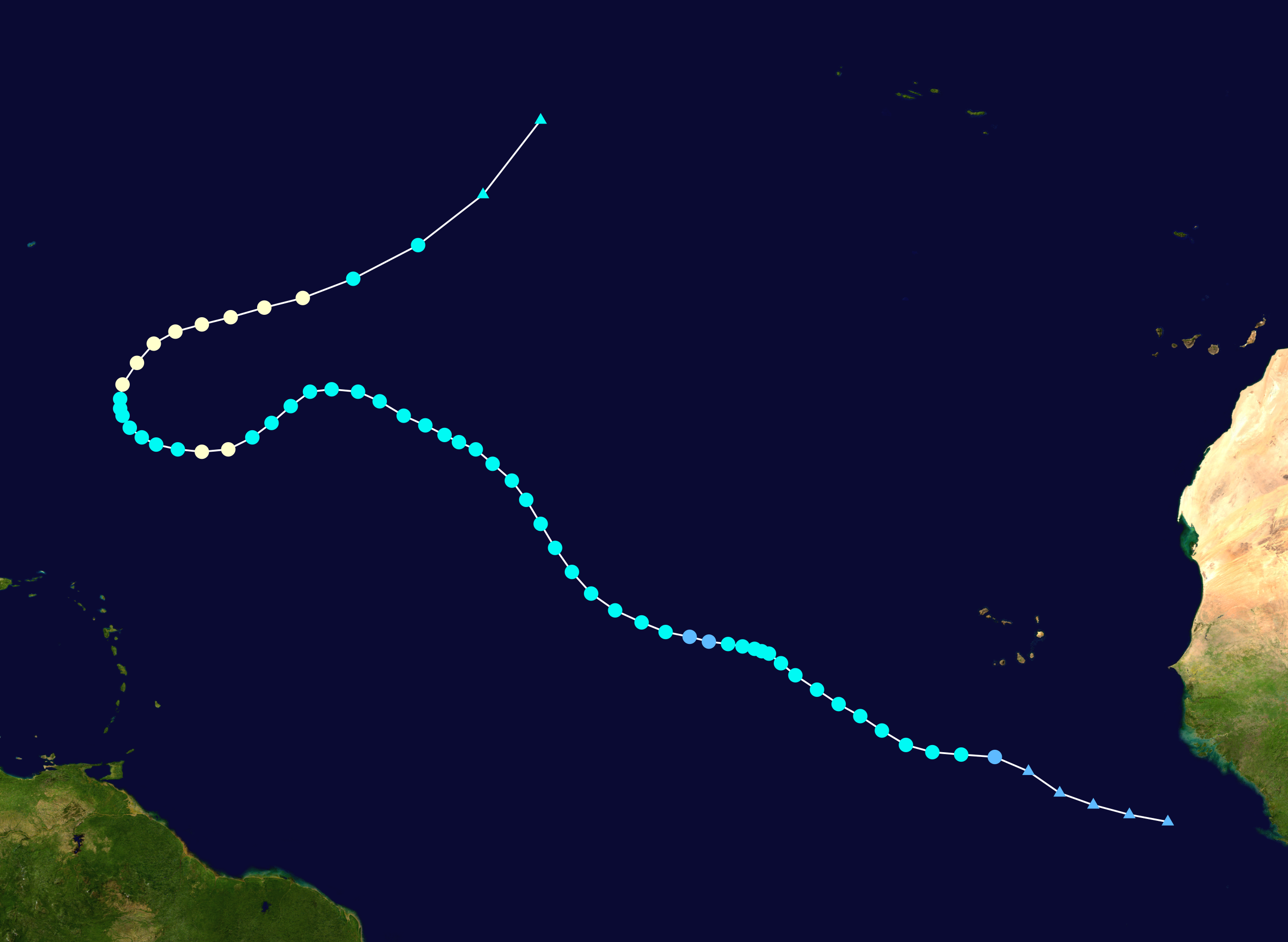
Route van Orkaan Philippe.

- 0000 UTC Orkaan Ophelia verzwakt tot een Categorie 1 orkaan.[80]
- 0900 UTC Orkaan Ophelia verzwakt tot een tropical storm.[81]
- 1500 UTC Orkaan Ophelia verzwakt tot een extratropisch systeem.[82]

6 oktober
- 1500 UTC Tropische storm Philippe sterkt aan tot een Categorie 1-orkaan.[83]
- 2100 UTC Orkaan Philippe verzwakt tot een tropische storm.

8 oktober
- 0300 UTC Tropische storm Philippe wordt posttropisch.[84]

23 oktober
- 2100 UTC Tropische depressie Eighteen ontstaat ongeveer 169 km ten noordoosten van Kaap Gracias a Dios.[85]

24 oktober
- 0300 UTC Tropische depressie Eighteen sterkt aan tot tropische storm Rina.[86]

Orkaan Rina op haar sterkst.

- 1800 UTC Tropische storm Rina sterkt aan tot een Categorie 1 orkaan.[87]

25 oktober
- 0900 UTC Orkaan Rina sterkt aan tot een Categorie 2 orkaan.[88]

26 oktober
- 1645 UTC Orkaan Rina zwakt af tot een Categorie 1 orkaan.[89]

27 oktober
- 1500 UTC Orkaan Rina zwakt af tot een tropische storm[90]

28 oktober
- 1500 UTC Tropische storm Rina zwakt af tot een tropische depressie.[91]
- 2100 UTC Tropische depressie Rina verdwijnt als een lagedrukgebied.[92]

### November
8 november
- 0900 UTC Subtropische storm Sean ontstaat ongeveer 720 km ten zuidwesten van Bermuda.[93]
- 1800 UTC Subtropische storm Sean wordt een tropische storm.

12 november
- 0300 UTC Tropische storm Sean wordt posttropisch.

30 november
- Het Atlantisch orkaanseizoen van 2011 is officieel beëindigt.